# Пневматическая почта

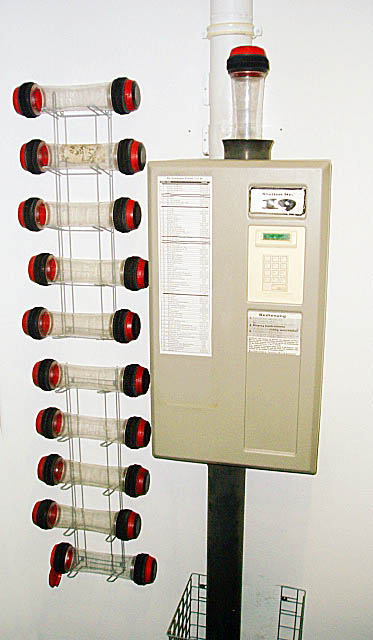
Терминал пневматического трубопровода

Пневматическая почта, пневмопо́чта (от греч. πνευματικός — воздушный), или подземная почта — вид пневмотранспорта используемого в оргтехнических целях для перемещения штучных грузов под действием сжатого или, наоборот, разрежённого воздуха. Закрытые пассивные капсулы (контейнеры) перемещаются по системе трубопроводов, перенося внутри себя нетяжёлые грузы, документы. В конце 19-го и начале 20-го веков сети пневматической почты получили распространение в офисах, которым необходимо было транспортировать небольшие срочные посылки, такие как почта, другие документы или деньги, на относительно короткие расстояния в пределах здания или, самое большее, в пределах города. Некоторые установки стали довольно сложными и масштабными. Но в основном, они были демонтированы и заменены другими способами доставки грузов. Однако в XXI веке они получили дальнейшее развитие в таких местах, как больницы, для отправки образцов крови и тому подобных проб в клинические лаборатории для анализа.
Небольшое количество пневматических транспортных систем было построено для более крупных грузов, чтобы конкурировать с системами поездов и метро. Однако они так и не завоевали популярность.

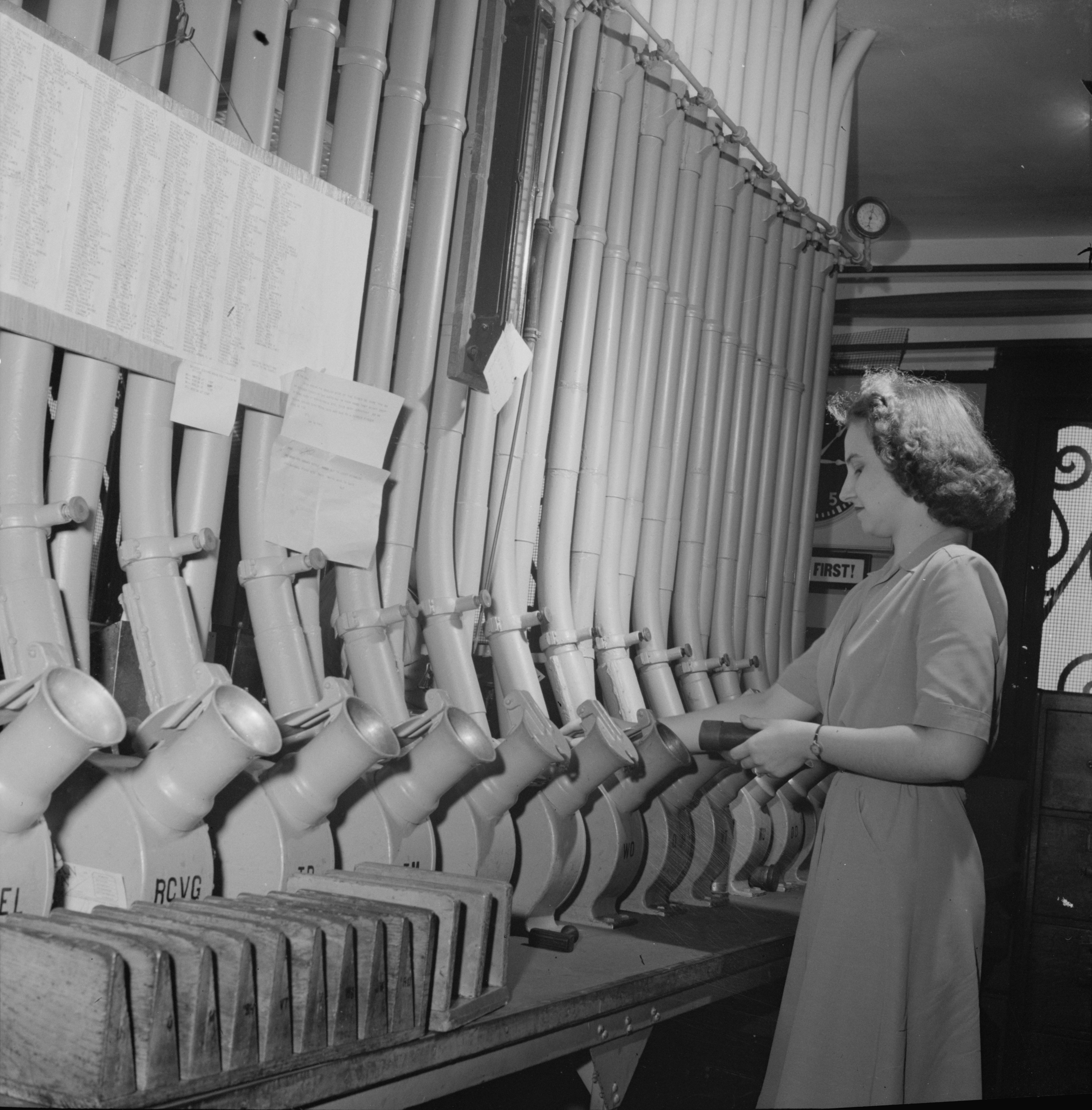
Пневмопочта в Вашингтоне, округ Колумбия. 1943 год

## История

### Почтовое использование

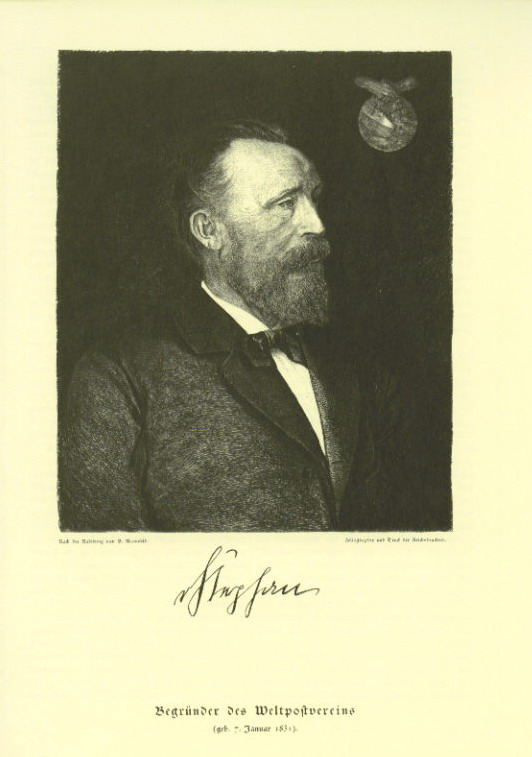
Генрих фон Стефан — новатор пневматической почты в Германии (1876)

Основные принципы пневматики были, первоначально, изложены древнегреческим физиком-изобретателем Ктесибием Александрийским в трактате «О пневматике» и, затем  Героном Александрийским. Этот великий инженер в первом столетии в своем трактате «Пневматика» описал принципы и составляющие компоненты, которые до сих пор лежат в основе пневмотранспорта.
Пневматическая почта как средство почтовой связи была предложена в 1667 году французским физиком Дени Папеном.
Первая известная система пневмопочты была запущена в работу в 1792 году в Вене между наблюдательной площадкой на вершине 50-метровой колокольни собора Святого Стефана и комнатой у подножия башни, где дежурили пожарные. В медную капсулу закладывалась записка с адресом, по которому происходил пожар, она разгонялась в трубе кузнечными мехами и, дойдя до комнаты пожарных, ударялась о колокол, который своим звоном сигнализировал о поступлении сообщения. Эта система эксплуатировалась до 1855 года.
В дальнейшем, примерно в 1799 году, использование пневмопочты самостоятельно разработал и предложил  Уильям Мёрдок.
Одна из первых известных работ по пневматическому транспорту была опубликована  Джорджем Медхерстом. В течение нескольких лет, примерно в 1810 г., он опубликовал описание пневматической почты, и пневматической железной дороги. Система Медхерста приводила капсулу в движение избыточным давлением.  Диаметр трубы составлял несколько дюймов.
Английский инженер Валланс подхватил эту идею в 1818 году с идеей перевозки людей и товаров из Лондона в Брайтон в туннелеподобной, чугунной трубе. К 1824 году он получил патент и построил короткую демонстрационную линию. Его система состояла из чугунной трубы диаметром 6 футов (1,8 м) с литыми рельсами в нижней части.  Вагонетка  совпадала с трубой по размеру. Для герметизации кольцевого пространства использовалась медвежья шкура.  Торможение осуществлялось при помощи открытия дверей. Система Валланса работала, но не была принята для реализации реальных проектов.
Дальнейшее развитие инженерных и коммерческих проектов шло, параллельно и вокруг и чистой пневматической почты, ориентированной на перевозку относительно малогабаритных грузов, так и вокруг идеи пневматической железной дороги, предназначенной для перевозки крупногабаритных грузов и людей.
Почтовые трубопроводы с капсулами были  использованы в викторианскую эпоху для передачи телеграмм с телеграфных станций в близлежащие здания. Эта система известна как «pneumatic dispatch» (пневматическая диспетчеризация).
К середине XIX века пневмопочта стала применяться в некоторых больших городах для рассылки писем из одной части города в другую по подземным трубам при посредстве пневматических машин (воздушных насосов)
В 1854 году Джозайя Латимер Кларк получил патент «для перевозки писем или посылок между местами под давлением воздуха и вакуума». Ранее, в 1853 году он установил пневматическую систему длиной 220 ярдов (200 м) между Лондонской фондовой биржей на Треднидл-стрит в Лондоне и офисами The Electric Telegraph Company в Лотбери. При этом трубы были расположены звездообразно, так что различные станции находились в непосредственном сообщении только с центральной главной станцией. Реализация этого проекта была заказана Роулендом Хиллом  - инициатором реформы британской почтовой системы, в тот период сначала служившим секретарём Главного почтмейстера, то есть заведующим его делами, а затем министром почты (с 1854 по 1864 год).
The Electric Telegraph Company использовала эту систему для получения цен на акции и другой финансовой информации для передачи подписчикам своих услуг по телеграфным проводам. Преимущество пневматической системы заключалось в том, что без неё компании пришлось бы нанимать курьеров для доставки сообщений между двумя зданиями или же нанимать обученных телеграфистов на фондовой бирже. В середине 1860-х компания установила аналогичные системы на местных фондовых биржах в Ливерпуле, Бирмингеме и Манчестере.
После того, как телеграфы были национализированы в Великобритании, пневматическая система продолжала расширяться под управлением британского почтового ведомства. Это расширение было связано с тем, что Джозеф Уильям Уиллмот (ранее работавший в Electric & International Telegraph Company)  в 1870 году  усовершенствовал изобретение Латимера-Кларка с помощью «двойного шлюзового пневматического клапана», а в 1880 году - «промежуточного сигнализатора / переключателя быстрого отключения для пневматических труб", что значительно ускорило процесс и позволило нескольким сообщениям-носителям одновременно находиться в трубе. К 1880 году в Лондоне было проложено более 21 мили (34 км) труб пневмопочты. В частности,  чтобы облегчить быструю продажу очень скоропортящегося товара, была проложена труба между Абердинским рыбным рынком и главпочтамтом.
Впоследствии аналогичные системы были проложены в Париже, Вене и Берлине (1876).  В Париже и Вене трубы были расположены кругообразно, чем достигалась возможность прямого сообщения между многими отдельными станциями.
Развитие пневматическая почта получила и в Германии благодаря инициативам Генриха фон Стефана, генерального почтмейстера Германской империи. В Берлине первоначально была устроена, как более дешёвая, кругообразная сеть, но затем постепенно к 1884 году она была преобразована в звездообразную, позволяющую осуществлять передачу с более высокой скоростью посылок. К 1900 году в Берлине, включая сюда и предместья Шарлоттенбург, Риксдорф (нем. Rixdorf) и Шёнеберг, общая длина чугунных труб (внутренним диаметром 65 мм, внешним 74 мм), закопанных на глубине 1,25 м, составляла уже более 118 км. Сеть эта соединяла 53 станции. Через каждые четверть часа с 7 часов утра до 10 часов вечера по трубам между станциями ежедневно пересылалось от 5 до 10 цилиндрических капсул с письмами. Длина каждой такой алюминиевой капсулы была 15 см. Капсулы были закрыты только с одной стороны. После того как посылка была вложена в капсулу, на неё надевался кожаный чехол 11 см длины.
Движение капсул по трубам совершалось посредством или сжатого, или разрежённого воздуха. В восьми местах города находились паровые машины, приводившие в действие насосы, посредством которых нагнетался или разрежался воздух в железных больших сосудах. Сосуды эти находились в сообщении с трубами. Для приведения в движение вложенных в трубу капсул достаточно было повернуть кран. Так как капсулы не вплотную занимали соответствующее им место трубы, то в трубу за ними вкладывался ещё особый поршень, состоявший из деревянного цилиндра (11 см длины), покрытого кожей и снабженного на одном конце кожаным кольцом. Кольцо это плотно прилегало к стенкам трубы и герметически её закрывало. Таким образом была обеспечена защита от уменьшения движущей силы воздуха. Для предохранения капсулы от сильного удара, при достижении ею приёмной станции, навстречу ей впускался противодействующий ток воздуха, который заставлял её подойти к месту назначения со скоростью, значительно замедленной. Прибытие очередной посылки сигнализировалось телеграфным сигналом.
Пневматической почтой пользовались преимущественно для рассылки полученных главной телеграфной станцией телеграмм. В 1898 году число посылок в Берлине было 6 235 505, из которых 5 002 688 телеграмм, а остальные — письма закрытые и открытки. Берлинская пневмопочта поддерживала связь между 15 почтовыми отделениями. В 1913 году с её помощью было доставлено свыше 12 миллионов почтовых отправлений, на которых ставились отметки особыми штемпелями.
К началу XX столетия пневматическая почта была введена также в Филадельфии, Ливерпуле, Бирмингеме, Манчестере, Дублине, Глазго и некоторых других больших городах. В Советском Союзе пневматическая почта была распространена на почтамтах Москвы, Ленинграда и других крупных городов, а также в редакциях крупных газет (по свидетельству Е. Трегубовой, в редакции «Известия» она существовала ещё в конце 1990-х гг.).
По мере развития телефонной и телетайпной сети значение пневмопочты стало уменьшаться. Одними из последних работавших пневмопочт были общедоступные городские системы в Париже, Лондоне и Гамбурге.
Пневматическая почта в Праге является, по-видимому, последней действующей системой городской почты подобного рода. Она впервые появилась в 1887 году (пятой в мире) и действовала вплоть до наводнения 2002 года. Чешская телекоммуникационная компания чеш. Telefónica O2 занимается её восстановлением.

#### Список установленных систем
- 1853: соединение Лондонской фондовой биржи с главной телеграфной станцией города (расстояние 220 ярдов (200 м))
- 1861: в Лондоне соединение управляемое London Pneumatic Despatch Company, между Железнодорожной станцией Юстон, Главным почтовым офисом и районом Холборна.
- 1864: в Ливерпуле соединяются телеграфные станции Electric и International Telegraph Company на Касл-стрит, Уотер-стрит и здания биржи[21].
- 1864: в Манчестере для соединения центральных офисов Electric и International Telegraph Company на Йорк-стрит с филиалами в Dulcie Buildings и Mosley Street[22].
- 1865: в Бирмингеме пневматическая почта установлена компанией Electric and International Telegraph между зданиями New Exchange Buildings на Stephenson Place и их филиалом в Temple Buildings, New Street.
- 1865: в Берлине (до 1976 г.) Рорпост, система общей протяженностью 400 километров на пике своего развития в 1940 г.
- 1866: в Париже (до 1984 г. общей протяженностью 467 км с 1934 г.). Джон Стейнбек упомянул эту систему в «Коротком правлении Пиппина IV: Измышление»: «Вы не обращаете внимания на пневматику».
- 1871: в Дублине[23].
- 1875: в Вене (до 1956 г.)
- 1887: в Праге (до 2002 г., работа прекращена из-за наводнения) Пражская пневматическая почта[24].
- 1893: первая североамериканская система была создана в Филадельфии генеральным почтмейстером Джоном Ванамейкером, который ранее использовал эту технологию в своем универмаге. Система, которая первоначально соединяла почтовые отделения в центре города, позже была расширена до основных железнодорожных станций, фондовых бирж и многих частных предприятий. Ею управляло почтовое отделение США, которое позже открыло аналогичные системы в таких городах, как Нью-Йорк (пневматическая почта соединяла Бруклин и Манхэттен), Чикаго, Бостон и Сент-Луис. Последняя из этих систем закрылась в 1953 году[25].
- Другие города: Мюнхен, Рио-де-Жанейро, Буэнос-Айрес, Гамбург, Рим, Неаполь, Милан, Марсель, Мельбурн, Токио, Осака, Нагоя, Кобе[26].
- 1950—1989: штаб-квартира ЦРУ (теперь известная как старое здание штаб-квартиры)[27].

#### Статистика использования
- 1916 год по данным журнала «Union Postale» - общая протяженность систем пневмопочты во всём мире составила примерно 1000 км, из них более 400 км были проложены во Франции[7].

#### В России и СССР
Пневматическая почта не получила в России широкого распространения. В дореволюционный период, в начале XX века пневмопочта была внедрена на почтамтах Санкт-Петербурга и Москвы, а также в новом здании Центрального телеграфа на Тверской улице. В нём пневмопочтой были связаны этажи с первого по четвёртый и шестой.
В советское время пневмопочта была внедрена в Государственной библиотеке имени Ленина.  В 1975 году под руководством инженера Самсонова был осуществлён первоначальный монтаж и произведён запуск почтовой системы, общая протяжённость которой составляла два километра. Алюминиевые трубы пневмопочты объединяли несколько корпусов библиотеки: основного хранилища, главного корпуса и Дома Пашкова. По состоянию на 2020 год дом Пашкова отключён от общей сети, а трубопровод демонтирован.
В 1977 году в Москве было построено новое здание ТАСС. Оно и два старых здания были связаны пневматической почтой. Сжатый воздух, нагнетаемый вентиляторами, перемещал по алюминиевым трубам капсулы с документами. Система использовалась и в XXI веке и была демонтирована не ранее осени 2012 года.

## Современное состояние
Технология по-прежнему используется в меньших масштабах. В то время как использование пневмопочты для передачи информации было вытеснено электронными системами, пневмопочта широко используются для транспортировки небольших предметов, где важны удобство и скорость в локальной среде.
В Соединённых Штатах банки часто использовали пневматическую почту для пересылки наличных денег и документов между кассами и централизованными хранилищами; к 2020-м годам большинство из этих систем было демонтировано из-за появления приложений для мобильного банкинга и повышения сложности банкоматов. Во многих больницах есть управляемая компьютером система пневматических трубок для доставки лекарств, документов и проб в лаборатории и на посты медсестер и обратно.
Пневматическая почта используется в организациях, например, в библиотеках и других учреждениях, а также деталей, инструментов и проб (например, горячего металла) на промышленных предприятиях (в заводских экспресс-лабораториях) и т. д. Пневмопочту используют в отделах по контролю качества, на складах, для передачи анализов и рентгеновских снимков в больницах, наличных денег в супермаркетах и кассах банков, документов на сортировочных станциях железной дороги.
Такие системы используются в казино для быстрого и безопасного перемещения денег, фишек и карт. Японские отели любви используют их, чтобы клиенты могли оплачивать счета анонимно (без личного контакта).
В первоначальном Центре управления полетами НАСА была установлена система пневмопочты, соединяющая пульты управления с помещениями поддержки персонала. Комната управления операциями миссии 2 в последний раз использовалась в своей первоначальной конфигурации в 1992 году, а затем была переделана для других миссий. Поскольку в 1985 году комната была признана Национальным историческим памятником, в 2017 году было решено восстановить её до состояния 1960-х годов. Пневматические трубки были сняты и отправлены в «Космосферу» в Канзасе для восстановления.
Системы пневмопочты позволяют:

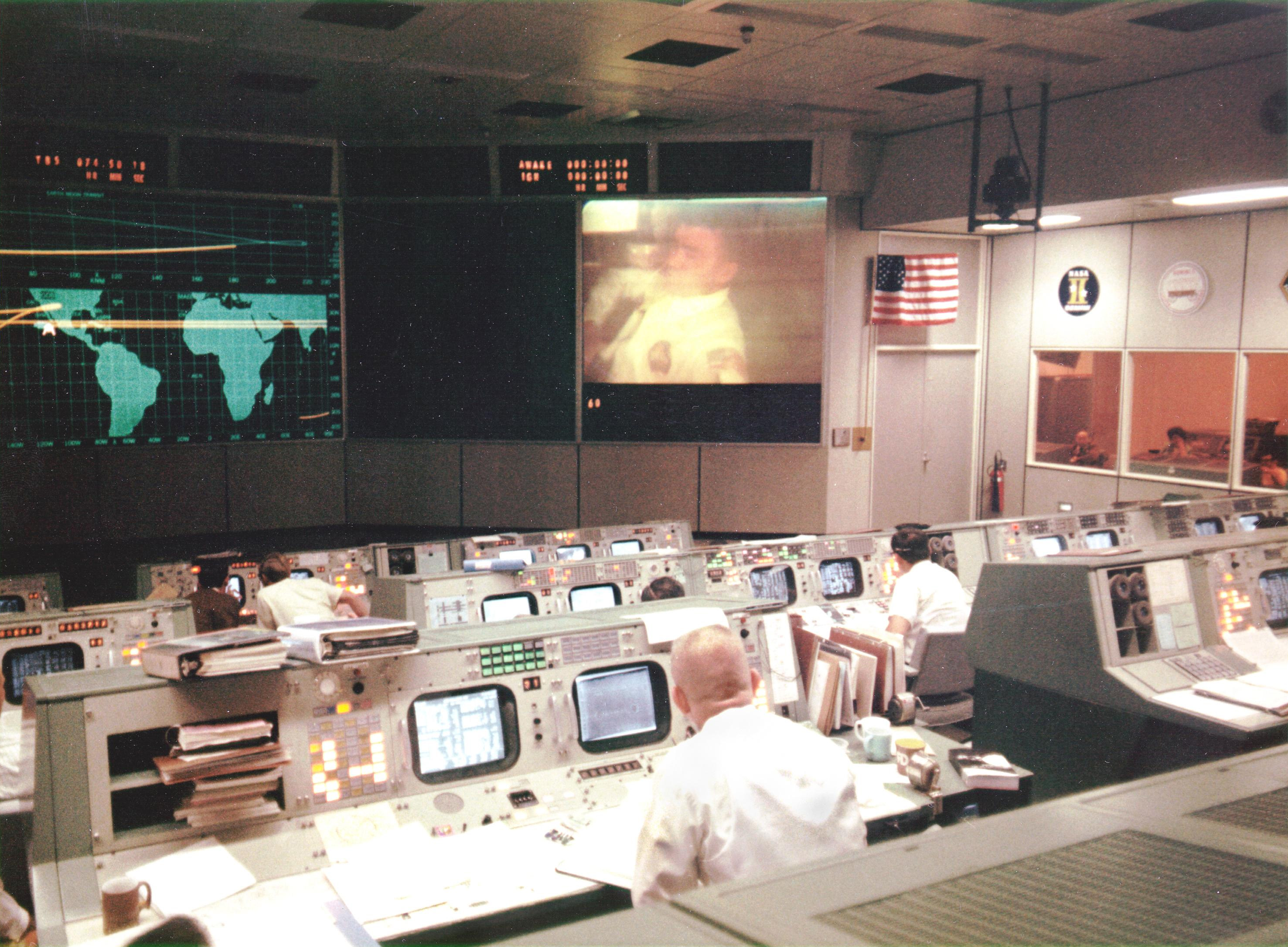
Центр управления полетами НАСА во время миссии Аполлон 13. Блок труб пневмопочты встроен в пульт справа

- обеспечить надежность и безопасность пересылки платёжных документов (и, при необходимости, денег);
- оптимизировать работу сотрудников за счёт более оперативной пересылки документов;
- обеспечить современный уровень обслуживания клиентов;
- создать более комфортные условия при обслуживании клиентов;
- улучшить условия работы персонала.

Пневмопочта актуальна на промышленных предприятиях со сложным производством, многочисленными структурными подразделениями и производственными цехами. Широкое распространение получила также передача по пневмопочте документов на сортировочных железнодорожных станциях, что изменило технологию формирования грузовых поездов и значительно сократило простой вагонов. В СССР впервые система пневмопочты для пересылки документов на сортировочной станции была введена в эксплуатацию в 1959 году на станции Ленинград-Сортировочный-Московский.
Системы пневматической почты использовались в ядерной химии для транспортировки образцов во время нейтронно-активационного анализа. Образцы должны быть перемещены из активной зоны ядерного реактора, в которой они бомбардируются нейтронами, в прибор, который измеряет возникающее излучение. Поскольку некоторые радиоактивные изотопы в образце могут иметь очень короткий период полураспада, важна скорость. Эти системы могут быть интегрированы с автоматизированной системой забора проб. Такая система включает в себя магазином пробирок для проб, которые по очереди перемещаются в активную зону реактора на заранее определённое время, затем перемещаться пневматической почтой на приборную станцию и, наконец, в контейнер для хранения и утилизации.
До своего закрытия в начале 2011 года McDonald’s в Эдине, штат Миннесота, утверждал, что является «единственным в мире рестораном с пневматической доставкой еды». Еда отправлялась пневмопочтой из торгового центра на проезд посреди парковки.
Редактор по технологиям Квентин Харди отметил возобновившийся в 2015 году интерес к передаче данных по пневматической почте, сопровождаемый обсуждением безопасности цифровых сетей, и сослался на исследование забытой лондонской пневматической сети.
В настоящее время в России работающую современную систему пневмопочты можно встретить в большинстве филиалов Сбербанка России, а также в крупных офисах коммерческих и государственных банков. Практически во всех новых (или вновь открываемых) филиалах Сбербанка (строящихся по новым стандартам переформатирования) система пневмопочты изначально закладывается в проект, так как применение данной системы регламентировано производственной системой Сбербанка (ПСС). Пневмопочту используют для инкассации в больших супермаркетах, таких как «Карусель», «ОКЕЙ», «Лента», «Светофор», «METRO C&C» и «IKEA» по нескольким причинам: ускорение процедуры инкассации, по соображениям безопасности, а также с целью ускорения выдачи размена на кассы. В крупных медицинских центрах пневмопочта обеспечивает существенное увеличение скорости передачи анализов в лабораторию, а также выдачу медицинских препаратов и документов, снижая потребности в непроизводительном труде медицинских работников. На многих металлургических и других промышленных предприятиях пневмопочта позволяет осуществлять оперативный контроль качества на участках добычи сырья и производства продукции.

## Пневматическая почта и филателия
Для оплаты услуг пневмопочты в Италии издавались специальные почтовые марки, а во Франции, Германии, Австрии, Чехословакии, Аргентине, Алжире и других странах — разнообразные цельные вещи (конверты, почтовые карточки, секретки). В практике пневматической почты также широко применялись соответствующие штемпели, ярлыки и т. д. Все они являются предметом коллекционирования и филателистического изучения.
|  |  |  |

## Интересные факты

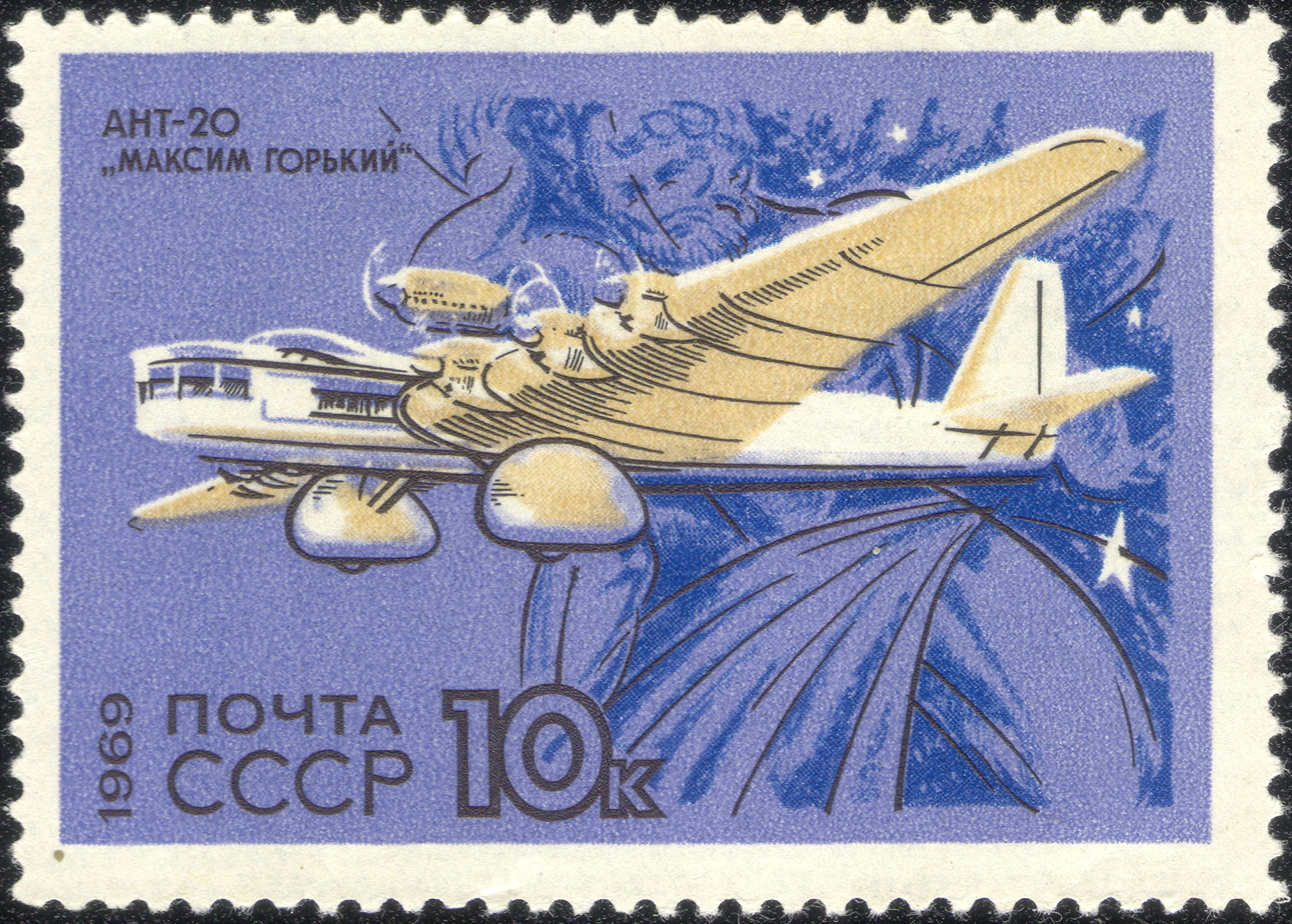
Самолёт АНТ-20 «Максим Горький», оснащённый пневмопочтой, на марке СССР 1969 года

- В XIX веке всерьёз задумывались об устройстве пневматической почты, при помощи которой письма из Лондона могли бы получать в Париже через 1½ часа. Эта идея принадлежала французскому инженеру по имени Жан-Батист Берлье (фр. Jean-Baptiste Berlier), которому также впервые пришла мысль устройства пневматической выгребки нечистот. С 1 марта 1882 года пневматическая система вывоза нечистот применялась в двух округах Парижа и дала великолепные результаты[37].
- Самолёт АНТ-20 «Максим Горький» был оснащён пневмопочтой[38].
- В августе 2009 года по 1200-километровому подводному газопроводу компании Gassco было отправлено письмо из Норвегии в Великобританию. Шло оно пять дней. Письмо было упаковано в специальный герметичный контейнер. Отправителем был мэр норвежского города Эукра Бернард Риксфьорд[англ.], пригласивший в гости своего коллегу Стюарта Хейвуда, мэра конечной точки газопровода — английского поселения Исингтона (англ. Isington)[39].
- В мультсериале «Футурама» на Земле в 3000 году активно используется пневмопочта для транспортировки людей.
- Пневмолифт, разновидность лифта на компрессорной тяге, используемой вместо тросов[40].
- Пневмопочта является ярким атрибутом стимпанка наряду с паровым двигателем, печатной машинкой, дирижаблем и телеграфом[41].
- Пневматическая почта послужила основой проекта автоматизированной системы подземной доставки грузов[42].